# Net Activity Diagram
Net Activity Diagram — условно бесплатная утилита, разработанная компанией Metaproducts для работы под управлением операционной системы Microsoft Windows, которая позволяет легко контролировать текущую деятельность Интернета на компьютере.

## Описание
Net Activity Diagram производит глубокий анализ и мониторинг текущей активности работы в Интернете, имеет полную поддержку протоколов TCP и UDP, а также ведёт строгий учёт количества переданных данных по этим протоколам, отслеживая весь входящий и исходящий трафик.
Программа обладает простым и интуитивно понятным интерфейсом, а также позволяет настраивать опции под необходимые критерии пользователей.

## Возможности
- Поддержка протоколов TCP и UDP.
- Мониторинг и контролировать сетевой трафик.
- Визуализация интернет-активности.
- Настройка различного рода уведомлений.
- Мониторинг сетевого трафика за определённый период.
- Просмотр всех установленных соединений.
- Smart фильтрация.
- Иконки в системном лотке и плавающие диаграммы, а также их детальная настройка (смена цвета, размера шрифта и регулировка прозрачности).
- Фильтр трафика по типу подключения, IP-адресу, порту и прочему.
- Отображение всех установленных соединений с другими компьютерами и просмотр количества информации, передаваемой через каждый из них.
- Информация о силе сигнала Wi-Fi.